# Редулешть (Сату-Маре)
Редулешть, Редулешті (рум. Rădulești) — село у повіті Сату-Маре в Румунії. Входить до складу комуни Кеуаш.
Село розташоване на відстані 444 км на північний захід від Бухареста, 31 км на південний захід від Сату-Маре, 120 км на північний захід від Клуж-Напоки.

## Населення
За даними перепису населення 2002 року у селі проживали 113 осіб.
Національний склад населення села:
| Національність | Кількість осіб | Відсоток |
| -------------- | -------------- | -------- |
| румуни         | 104            | 92,0%    |
| цигани         | 8              | 7,1%     |

Рідною мовою назвали:
| Мова      | Кількість осіб | Відсоток |
| --------- | -------------- | -------- |
| румунська | 104            | 92,0%    |
| циганська | 5              | 4,4%     |